# لاكلان درير
لاكلان درير (بالإنجليزية: Lachlan Dreher)‏ هو لاعب هوكي الحقل أسترالي، ولد في 11 أبريل 1967 في ملبورن في أستراليا.

## وصلات خارجية
- لاكلان درير على موقع أوليمبيديا (الإنجليزية)